# Lord spirituali
I lord spirituali del Regno Unito, detti anche "pari spirituali", sono 26 vescovi anglicani della legittima Chiesa d'Inghilterra che sono anche membri della Camera dei lord, insieme ai lord temporali. La Chiesa di Scozia, che è presbiteriana, non è rappresentata dai pari spirituali. Le chiese anglicane del Galles e dell'Irlanda del Nord non sono più chiese legalmente riconosciute e perciò nessuna delle due è rappresentata nella Camera dei lord.

## Ranghi e titoli
La Chiesa d'Inghilterra comprende 44 diocesi, ognuna delle quali è guidata da un vescovo. I vescovi diocesani di Canterbury e York sono anche arcivescovi e pertanto hanno anche il controllo delle loro rispettive province. Gli occupanti delle cinque “grandi sedi” di Canterbury, York, Londra, Durham e Winchester sono sempre inclusi nei pari spirituali e pertanto sono lord del parlamento. Il vescovo di Sodor e Man e quello di Gibilterra non siedono mai nella Camera dei lord, indipendentemente dalla loro anzianità poiché le loro diocesi si trovano al di fuori della Gran Bretagna. Il primo, tuttavia, siede nel Consiglio legislativo dell'isola di Man ex officio. Dei rimanenti 37 vescovi, i 21 più anziani siedono nella Camera dei lord. L'anzianità è determinata dalla totale lunghezza dell'incarico come vescovo diocesano inglese (cioè essa non viene persa con il trasferimento presso un'altra sede).
Teoricamente il potere di eleggere vescovi e arcivescovi spetta al collegio dei canonici della cattedrale diocesana. In pratica, tuttavia, la scelta dei vescovi e degli arcivescovi viene fatta prima delle elezioni. Il primo ministro sceglie tra una serie di candidati proposti dalla Regale commissione per le nomine, poi il sovrano prescrive al collegio dei canonici di eleggere la persona nominata come vescovo o arcivescovo.

## I pari
Le istituzioni non sono concordi sul considerare i lord spirituali come pari. Alcuni sostengono che gli arcivescovi e i vescovi siano pari solo nel periodo del loro mandato alla Camera dei lord, mentre altri sostengono che solo i lord temporali siano pari. Il Debrett's Peerage and Baronetage, per esempio, afferma inequivocabilmente che “i vescovi diocesani d'Inghilterra all'interno dei lord sono pari del regno.” D'altro canto l’Encyclopœdia Britannica del 1911 suggerisce che “i lord spirituali non sono ora considerati come pari.”
Anche durante i primi anni di esistenza dei pari, la posizione dei vescovi non fu del tutto chiara. Durante il regno di re Riccardo II, l'arcivescovo di Canterbury dichiarò che “per il diritto e per le consuetudini del Regno d'Inghilterra, allo stato attuale, appartiene all'arcivescovo di Canterbury, così come ad altri suoi ausiliari, fratelli e compagni vescovi, abati, priori e altri prelati di qualsiasi sorta, il diritto di essere presenti di persona in tutti i Parlamenti del re in qualità di pari del Regno”. Tuttavia l'affermazione non fu né confermata, né smentita dal parlamento.
I lord spirituali, in un primo momento, si dichiararono del tutto estranei alla giurisdizione delle autorità secolari: la questione della supremazia processuale nella Camera dei lord non si poneva. Quando l'autorità papale era molto forte, il re non poteva fare altro che ammettere la mancanza di giurisdizione sui prelati. Più tardi, però, quando il potere del papa in Inghilterra venne ridotto, i lord spirituali passarono sotto l'autorità delle corti secolari. La giurisdizione delle corti comuni era già stata chiaramente stabilita al tempo di Enrico VIII, che si dichiarò capo della Chiesa d'Inghilterra al posto del papa, mettendo fine al potere politico della Chiesa cattolica romana in Inghilterra.
I lord spirituali non riuscirono a essere giudicati alla stregua dei pari temporali nella Camera dei lord. Tuttavia non era chiaro se essi fossero comunque da considerarsi come Pari. Nel 1688 sorse il problema, davanti a una giuria comune, durante il processo a sette vescovi: William Sancroft (arcivescovo di Canterbury),  Jonathan Trelawny (terzo baronetto e vescovo di Winchester), Thomas Ken (vescovo di Bath e Wells), John Lake (vescovo di Chester), William Lloyd (vescovo di Worcester), Francis Turner (vescovo di Ely) e Thomas White (vescovo di Peterborough). L'accusa riguardava una petizione spedita al re da parte dei vescovi, considerata come diffamazione sediziosa. I vescovi affermavano di avere il diritto di presentare petizioni al sovrano in qualsiasi momento, mentre l'accusa sosteneva che ciò era permesso solo quando il parlamento era in seduta, fatto che non si era verificato al momento della consegna della petizione. Se i vescovi fossero solo Lord del parlamento, e non Pari, il loro diritto di presentare petizioni sarebbe viziato quando il parlamento non è riunito. I pari, però, erano e sono tuttora consiglieri del sovrano, sia che il parlamento sia in seduta, sia che non lo sia, quindi se i vescovi fossero effettivamente dei pari, sarebbero liberi di inviare petizioni. Poiché in quell'occasione la petizione fu effettivamente inviata e la Corte giudicò i vescovi non colpevoli, sembra fosse scontato che i vescovi venissero considerati consiglieri della Corona. Tuttavia gli Ordini permanenti della Camera dei lord affermano che “i vescovi per i quali è stato emesso un mandato di comparizione non sono pari, ma solo lord del Parlamento.”

## Numero
All'inizio della storia d'Inghilterra, i lord spirituali, comprendenti anche gli ecclesiastici minori come gli abati, erano in superiorità numerica rispetto ai lord temporali. Tra il 1536 e il 1540, tuttavia, Enrico VIII sciolse i monasteri, eliminando in tal modo i seggi degli abati. Da quel momento in poi i lord spirituali formarono una minoranza nella Camera dei lord.
Oltre alle 21 diocesi più vecchie, quattro delle quali in Galles, Enrico VIII ne creò sei completamente nuove, cinque delle quali sopravvissero, e poi non fu più creata alcuna nuova sede per quasi tre secoli. Il numero dei lord spirituali si attestò a 26 per tutto questo tempo.
Tradizionalmente i vescovi della Chiesa di Scozia sedevano nel Parlamento scozzese, ma furono esclusi nel 1638 in seguito alla riforma scozzese. Oggi non ci sono più vescovi nella Chiesa di Scozia nel senso tradizionale del termine e tale Chiesa non ha mai inviato membri a occupare seggi nella Camera dei Lord a Westminster.
Ai vescovi e agli arcivescovi della Chiesa d'Irlanda fu concesso il diritto di sedere nella Camera dei lord irlandese come Lord Spirituali. In seguito essi ottennero la rappresentanza nella Camera dei lord a Westminster dopo l'unione di Irlanda e Gran Bretagna nel 1801. Potevano partecipare alle sedute camerali quattro ecclesiastici della Chiesa d'Irlanda alla volta, un arcivescovo e tre vescovi, ed essi assumevano l'incarico a rotazione al termine di ogni sessione parlamentare che normalmente durava circa un anno. Tuttavia, dal 1871 la Chiesa d'Irlanda non fu più ufficialmente riconosciuta, e da quel momento in poi cessò di essere rappresentata dai lord spirituali.
Nel XIX secolo la Chiesa d'Inghilterra iniziò gradualmente a rimettere sotto esame le diocesi. Tuttavia un aumento dei seggi dei vescovi non era da considerarsi una strategia politicamente vantaggiosa, e quindi furono adottate delle strategie per prevenirlo. Nel 1836 fu fondato il primo nuovo vescovato, quello di Ripon, il quale fu bilanciato dalla fusione dei vescovati di Bristol e Gloucester, anche se questi ultimi erano destinati a essere nuovamente divisi. Inoltre fu prevista la creazione del Vescovato di Manchester, la quale venne posticipata con l'intento di fondere prima i vescovati di Saint Asaph e Bangor, fatto che però non si verificò mai. Ciò nonostante nel 1844 l'Atto del Vescovato di Manchester andò comunque avanti con uno stratagemma alternativo per mantenere il limite di 26 vescovi nella Camera dei lord, ovvero la clausola dell'anzianità che si è mantenuta fino ad oggi.
Nel 1920, con l'indipendenza della Chiesa del Galles dalla Chiesa d'Inghilterra e il suo conseguente disconoscimento ufficiale, i vescovi gallesi smisero di essere designati per l'inclusione nei lord spirituali.
I 26 lord spirituali attualmente rappresentano poco meno del 4% del totale dei membri della Camera dei lord.

## Politica
Anche se i lord spirituali non hanno alcuna affiliazione di partito, non si siedono sui seggi dei parlamentari indipendenti. I loro posti sono sul lato dei membri del Governo e, come tali, si trovano sul lato destro del trono a significare che, di tutti i membri della Camera dei lord, essi sono i più fedeli alla Corona. In una seduta al completo i vescovi occupano quasi tre file. La fila di seggi anteriore dei lord spirituali è appena distinguibile dalle altre in quanto è l'unica nella Camera dei lord con i braccioli alle due estremità, sottolineando il loro status unico.
Per consuetudine almeno uno dei vescovi legge una preghiera in ogni giorno di lavoro della Camera (un ruolo appartenente al cappellano dello speaker nella Camera dei comuni). Il lord spirituali intervengono spesso nei dibattiti; nel 2004 Rowan Williams, allora arcivescovo di Canterbury, aprì un dibattito sulla legislazione in materia di condanne. Le misure (proposte di legge della Chiesa d'Inghilterra) devono essere sottoposte ai lord, e i lord spirituali hanno un ruolo nel garantire che ciò avvenga.

## Ministri del culto come lord spirituali
Anche i ministri del culto di altre religioni negli ultimi anni furono chiamati a sedere nella Camera dei lord: il rabbino capo Immanuel Jakobovits venne nominato barone (con il consenso della regina, che agì su consiglio del Primo ministro Margaret Thatcher), così come il suo successore, il rabbino capo Jonathan Sacks. In riconoscimento del suo lavoro di riconciliazione e nel processo di pace in Irlanda del Nord, Robin Eames, arcivescovo anglicano di Armagh, venne nominato lord su consiglio di John Major. Altri sacerdoti nominati includono il metodista Donald Soper, l'anglicano Timothy Beaumont e alcuni chierici scozzesi.
Non sono stati mai nominati sacerdoti cattolici romani anche se si dice che a Basil Hume, arcivescovo metropolita di Westminster, e al suo successore, Cormac Murphy-O'Connor, sia stata offerta una paria a vita, rispettivamente da James Callaghan, Margaret Thatcher e Tony Blair, ma che essi rifiutarono. Hume in seguito accettò l'Ordine al merito del Regno Unito, un'onorificenza concessa personalmente della regina, poco prima della sua morte. O'Connor dichiarò di aver preparato il suo discorso inaugurale ma che ai chierici cattolici romani è vietato dal Codice di diritto canonico assumere importanti uffici collegati a qualsiasi governo diverso dalla Santa Sede.
Gli ex arcivescovi di Canterbury, dopo aver lasciato il loro ufficio, ricevono delle parie a vita e siedono come lord temporali.

## Proposta di riforma della Camera dei lord del 2011
Con la proposta di riforma della Camera dei lord sotto il governo di coalizione del 2011, si delinearono due proposte. La prima prevedeva l'elezione dell'80% dei lord e la nomina del restante 20%, mentre la seconda prevedeva l'elezione del 100% dei lord. In quest'ultimo caso i lord spirituali avrebbero cessato di esistere, in quanto essi non ricoprono una carica elettiva. Nel primo caso, invece, sarebbero rimasti 12 vescovi della Chiesa d'Inghilterra nella Camera dei lord riformata. Tale numero avrebbe incluso cinque “lord spirituali nominativi”, cioè gli arcivescovi di Canterbury e York e i vescovi di Durham, Londra e Winchester, i quali hanno il diritto di sedere nella Camera dei lord ex officio, e sette "lord spirituali ordinari", ovvero vescovi scelti dalla Chiesa stessa in totale autonomia. La riduzione da 26 a 12 vescovi sarebbe avvenuta in modo graduale: sarebbero rimasti fino a 21 vescovi nel periodo 2015-2020 e fino a 16 nel periodo 2020-2025. Il mandato dei lord spirituali ordinari avrebbe coinciso con la durata di ciascuna legislatura e la Chiesa pertanto avrebbe dovuto nominare i propri vescovi al servizio del Parlamento durante ciascun periodo elettorale. Queste riforme in seguito furono abbandonate.

## Riforma del 2015 che dà temporaneamente la preferenza alle donne che per diventare lord spirituali
Ai sensi del Lords Spiritual (Women) Act del 2015 ogni volta si rende vacante un seggio tra i lord spirituali durante i dieci anni successivi (18 maggio 2015-18 maggio 2025) all'entrata in vigore della legge, il seggio vacante deve essere poi assegnato a una donna, qualora ve ne fossero di ammissibili. Ciò non si applica alle sedi di Canterbury, York, Londra, Durham e Winchester. Di conseguenza, quattro donne sono diventate lord spirituali grazie a questa legge a partire dal dicembre del 2019.

## Critiche
Attualmente la presenza dei lord spirituali è contrastata dal 56% dei cittadini britannici, i quali vogliono che i vescovi non abbiano alcuna influenza politica sulla Camera dei lord.
La loro presenza fu criticata per l'essere un sistema obsoleto e non democratico da alcuni commentatori e personaggi televisivi. La British Humanist Association dichiarò che era "inaccettabile" che "il Regno Unito sia l'unica democrazia occidentale a dare ai rappresentanti religiosi il diritto automatico di essere membri del Parlamento".
Richard Chartres, allora vescovo di Londra, difese i vescovi, affermando che "sono in contatto con una vasta gamma di opinioni e istituzioni" e suggerendo l'inclusione di "membri di spicco delle [altre] comunità di fede britanniche".